# ريتشارد ماكسويل (ملحن)
ريتشارد ماكسويل (بالإنجليزية: Richard Maxwell)‏ هو كاتب مسرحي ومؤلف وملحن ومخرج أمريكي، ولد في 1967 في ويست فارغو في الولايات المتحدة.